# 牧野英伸
牧野 英伸（まきの ひでのぶ、1962年7月26日 - ）は、日本の実業家。大阪府出身。秩父鉄道株式会社代表取締役社長。

## 人物・経歴
大阪府出身。1985年上智大学法学部卒業後、秩父セメント（現・太平洋セメント）株式会社に入社。2011年同社中部北陸支店 業務部長、2013年太平洋セメント U.S.A.株式会社 副社長、2016 年太平洋セメント株式会社 法務部長、2020年同社 執行役員 人事部長、2022年秩父鉄道株式会社 常務執行役員を経て、同社代表取締役社長に就任。